# Yasuharu Sorimachi
Yasuharu Sorimachi, född 8 mars 1964 i Saitama prefektur, Japan, är en japansk tidigare fotbollsspelare.